# Thomas Spencer
Thomas C. Spencer (24 de dezembro de 1946) é um físico matemático estadunidense.